# Tour d'Italie automobile

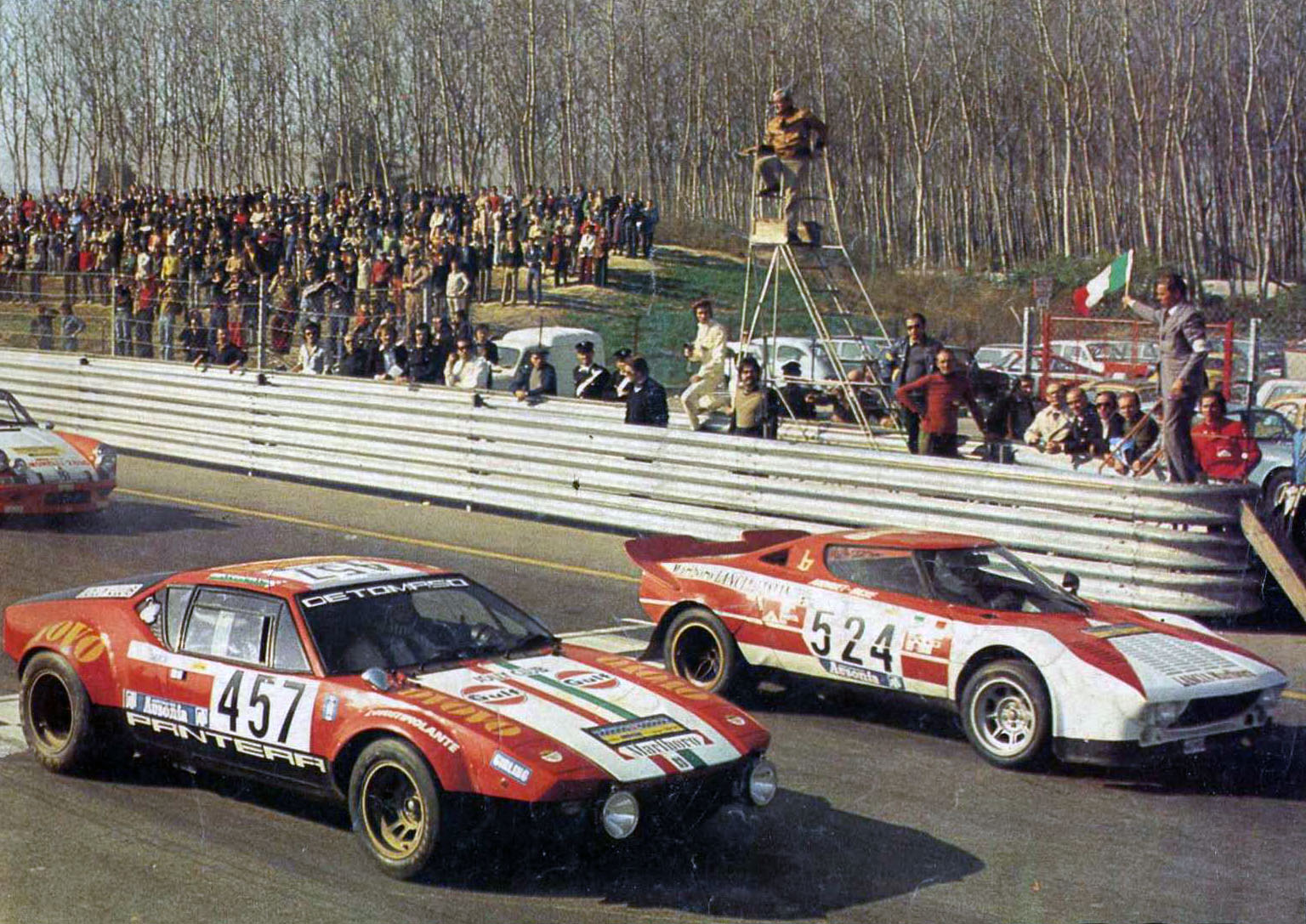
Tour d'Italie automobile 1973: à G. la De Tomaso Pantera de M. Casoni le futur vainqueur, à D. la Lancia Stratos de J.-C. Andruet, au départ d'une étape.

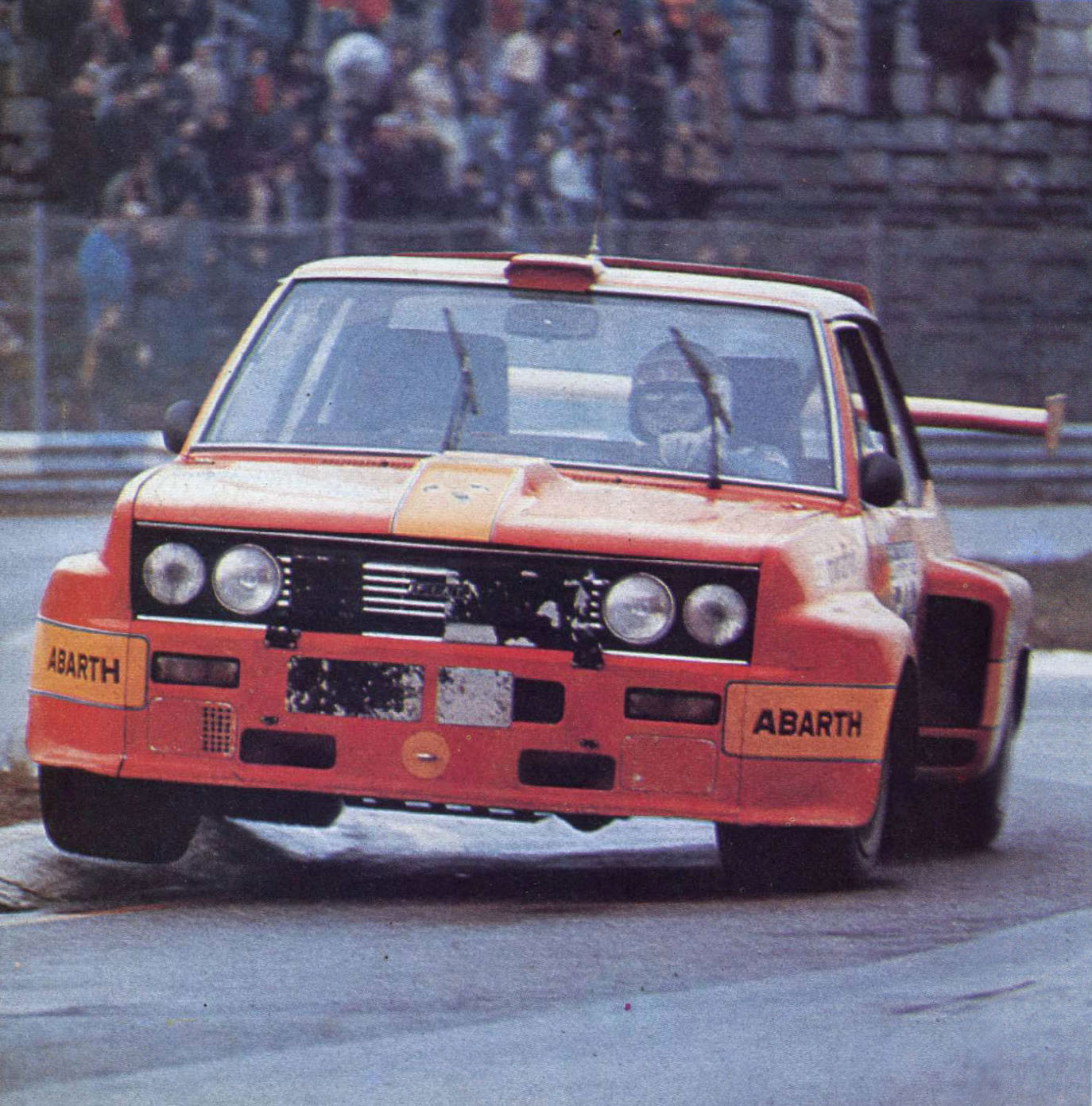
Le prototype « Fiat Abarth 031 », vainqueur du Tour d'Italie automobile 1975, au circuit d'Imola.

Le Tour d'Italie automobile (en italien Giro d'Italia automobilistico) était une compétition automobile italienne, disputée de 1973 à 1989 et organisée par l'Automobile Club de Turin, en collaboration avec le Corriere della Sera et la revue spécialisée Chilometri. 

## Historique
Cette épreuve combinée (un pilote pour les autodromes -parfois issu directement de la Formule 1-, et un autre avec son copilote habituel pour les longues portions routières), calquée sur ses modèles belge (naissance en 1948) et français (renaissance en 1951), se disputait entre la mi octobre et le début novembre sur cinq journées d'affilée, en cinq étapes et une dizaine d'épreuves spéciales longues en général (environ 100 à 150km), sur en moyenne sept circuits fermés différents pour un périple sur route d'approximativement 1650 kilomètres (avec épreuves de régularité sur routes ouvertes à la circulation, et de performances pures sur routes fermées au trafic). Le point de départ était donné à Turin, avec un passage souvent par le circuit de Vallelunga près de Rome, avant de remonter vers Milan. Elle compta un temps pour la Coupe d'Italie des conducteurs (FIACD).
Giorgio Pianta, Markku Alén, Ilkka Kivimäki, et Ricardo Patrese l'ont remportée à deux reprises.
Giovanni Agnelli participa à la première édition.
| Palmarès |
| --- |
| - 1901: Felice Nazzaro (Fiat 8 HP 3.8L. 4 cylindres); - 1934: Carlo Maria Pintacuda / Mario Nardilli (Lancia Astura V8); - 1973: Mario Casoni / Raffaele Minganti (De Tomaso Pantera); - 1974: Jean-Claude Andruet / "Biche" (Lancia Stratos Turbo (TOL 64134)); - 1975: Giorgio Pianta / Bruno Scabini (Fiat Abarth 031); - 1976: Carlo Facetti / Piero Sodano (Lancia Stratos Turbo); - 1977: Vittorio C. (V. Coggiola) / Piero Monticone (Porsche 935); - 1978: Markku Alén / Giorgio Pianta / Ilkka Kivimäki (Lancia Stratos HF); - 1979: Giampiero Moretti / Giorgio Schön / Emilio Radaelli (Porsche 935 TT); - 1980: Riccardo Patrese / Markku Alén / Ilkka Kivimäki (Lancia Monte-Carlo Turbo); - 1981 à 1987: Épreuve annulée; - 1988: Riccardo Patrese / Mikki Biasion / Tiziano Siviero (Alfa Romeo 75 1.8 Turbo Évolution Imsa (HP 335cv)); - 1989: Giorgio Francia / Dario Cerrato / Giuseppe Cerri (Alfa Romeo 75 1.8 Turbo Évolution Imsa). |

(nb:
- Le Corriere della Sera et l'Automobile Club d'Italie organisèrent à l'orée du XXe siècle un (et unique) Tour d'Italie automobile, à la suite du Tour de France automobile initié en 1899 par L'Automobile Club de France et organisée par le journal Le Matin. 30 voitures rallièrent l'arrivée sur 32 au départ... dont des véhicules militaires officiellement inscrits à la course. Dans le même type d'esprit apparurent les Mille Miglia en 1927, avec la combinaison harmonieuse d'épreuves sur portions routières et sur circuits.
- Le second pilote fut introduit à compter de 1978.
- Des pilotes tels Michèle Mouton (4e en 1978 avec Françoise Conconi), Jody Scheckter, Guy Fréquelin, Gilles Villeneuve, Michele Alboreto, Clay Regazzoni, Arturo Merzario, Sandro Munari, Christine Beckers (2e en 1974), Franco Pilone (2e en 1975) ou Walter Röhrl y ont participé.
- Yves Loubet termina 3e en 1988 sur Alfa Romeo 75 Turbo Emsa, associé à Alessandro Nannini et à son équipier habituel Jean-Marc Andrié. Cette édition regroupait par exemple 180 équipages, et des voitures de marques très variées.
- Une renaissance de l'épreuve a eu lieu fin octobre 2011, dénommée Trofeo Tecno Piemonte et disputée de Turin à Rome, pour des voitures de type Grand Tourisme pour WRC. Elle a été remportée par un équipage romain, composé de Maurizio Pitorri, Andrea Gagliardini et Mara Bernardini, sur Porsche Cayman S GT4, devant un équipage vénitien, composé de Antonio Forato, Riccardo Bianco et Ivan Gasparotto, à bord d'une Lamborghini Gallardo. Une course parallèle avec des voitures des années 1970 et 1980 s'est également disputée. L'épreuve a été annulée en 2012 pour des raisons financières.)